# Multidendrolaelaps putte
Multidendrolaelaps putte – gatunek roztocza z kohorty żukowców i rodziny Digamasellidae.

## Taksonomia
Gatunek ten opisany został po raz pierwszy w 2010 roku przez Veikko Huhtę i Wolfganga Karga z Uniwersytetu w Jyväskylä na łamach „Soil Organisms”. Jako lokalizację typową wskazano Evo w gminie Lammi w Finlandii. Epitet gatunkowy oznacza pochodzi od nazwy programu badawczego, który umożliwił zdobycie materiału typowego.
Takson ten należy do grupy gatunków euepistomus wraz z M. euepistomus, M. multidentatus i  M. subcorticalis.

## Morfologia
Samice osiągają od 500 do 560 µm długości i od 270 do 290 µm szerokości, samce zaś około 480 µm długości i 300 µm szerokości. Szczękoczułki samicy mają cztery duże i pięć małych zębów na palcu nieruchomym oraz silniejsze zęby nasadowe i szereg ośmiu mniejszych zębów na palcu ruchomym. Szczękoczułki samca mają jednozębny palec nieruchomy, bezzębny palec ruchomy oraz embolus o prostej części nasadowej i zakrzywionej ku górze części wierzchołkowej. Tektum dzieli się na trzy gałęzie, z których środkowa jest krótsza i podzielona na szczycie. Na podonotum za wyobrażoną linią łączącą szczecinki czwartej pary rzędów zewnętrznych leżą scleronoduli. Opistonotum ma szczecinki piątej pary rzędów zewnętrznych i piątej pary rzędów bocznych silne i długie, osiągające odpowiednio 160 i 140 µm długości. Na przednim brzegu opistonotum u niektórych samic widoczna jest zatarta, U-kształtna struktura, za wysokością drugiej pary szczecinek rzędów wewnętrznych lekkie punktowanie, a w okolicy tychże szczecinek i szczecinek trzeciej pary rzędów zewnętrznych słabo widoczny wzór strukturalny. Samce mają na opistonotum siateczkowaty wzór w okolicach szczecinek czwartej pary rzędów zewnętrznych i wewnętrznych, a dalej lekkie punktowanie. Sternum na spodzie podosomy ma pośrodkowe wcięcie podłużne oraz poprzeczną linię za szczecinkami sternalnymi pierwszej pary. Tarczki brzuszna i analna zlane są w tarczkę wentro-analną, na przedzie z poprzecznym wzorem strukturalnym, w tyle zaś z dołkowaniem. Na tarczce tej umieszczone są szczecinki wentralne pierwszej, drugiej, trzeciej i piątej pary szeregów wewnętrznych oraz drugiej pary szeregu zewnętrznego. Na tylnej i tylno-bocznych krawędziach tarczki wentro-analnej leży dobrze wydzielony płat. Przetchlinki są uwstecznione i ku tyłowi sięgają tylko do wysokości trzeciej pary szczecinek sternalnych. Odnóża samicy porośnięte są wyłącznie niezmodyfikowanymi szczecinkami, tylko szczecinka nasadowo-grzbietowa ud ostatniej pary jest pogrubiona. U samca zmodyfikowane szczecinki obecne są na odnóżach drugiej pary.

## Ekologia i występowanie
Gatunek palearktyczny, znany tylko z miejsca typowego w Finlandii. Odnaleziony w butwiejącym pniu topoli osiki.